# Jubilejní medaile 60. výročí osvobození Ukrajiny od fašistických útočníků
Jubilejní medaile 60. výročí osvobození Ukrajiny od fašistických útočníků (ukrajinsky ювілейна медаль «60 років визволення України від фашистських загарбників») je vyznamenání prezidenta Ukrajiny založené roku 2004.

## Historie a pravidla udílení
Medaile byla založena dekretem prezidenta Ukrajiny Leonida Kučmy ze dne 17. září 2004. Udělena byla na památku účastníkům akcí proti nepříteli během Velké vlastenecké války v letech 1941–1945. Založena byla při příležitosti šedesátého výročí osvobození Ukrajiny od fašistických útočníků. Medaile se udílí jménem prezidenta republiky, v případě ocenění občanů jiných států je její předání v kompetenci Ministerstva zahraničních věcí Ukrajiny.
Autorem vzhledu medaile je Viktor Buzalo. Medaile se nosí nalevo na hrudi po medaili Za práci a vítězství.

## Popis medaile
Medaile kulatého tvaru o průměru 32 mm je vyrobena z mosazi. Na přední straně je vyobrazen voják osvoboditel, kterého vítá dívka květinami. Na pozadí je pomník Bohdana Chmelnického v Kyjevě a slavnostní ohňostroj. Na levé straně medaile jsou věže katedrály svaté Sofie a letopočty 1944 a 2004. Na zadní straně je na pěti řádcích nápis 60 років визволення України від фашистських загарбників a motiv vavřínové větve propletené stuhou. Okraje medaile jsou vystouplé.
Medaile je spojena jednoduchým očkem s kovovou destičkou ve tvaru pětiúhelníku potaženou stuhou z hedvábného moaré karmínové barvy. Vlevo je okraj lemován proužkem modré a žluté barvy, vpravo třemi proužky v barvě černé, oranžové a černé. Všechny proužky jsou široké 2 mm. Šířka stuhy je 24 mm.